# Hannes Brenner
Hannes Brenner (8 giugno 1984) è un ex sciatore alpino austriaco.

## Biografia
Slalomista puro originario di Warth e attivo in gare FIS dal novembre del 1999, in Coppa Europa Brenner esordì il 19 dicembre 2003 a Donnersbachwald (35º) e conquistò il primo podio il 26 novembre 2006 a Salla (3º); in Coppa del Mondo debuttò il 4 marzo 2007 a Kranjska Gora, senza completare la prova. Il 30 gennaio 2010 prese per l'ultima volta il via in Coppa del Mondo, a Kranjska Gora senza completare la prova (non portò a termine nessuna delle 11 gare nel massimo circuito internazionale cui prese parte), e salì per l'ultima volta sul podio in Coppa Europa il 19 febbraio successivo a Monte Pora (3º). Si ritirò al termine della stagione 2010-2011 e la sua ultima gara fu lo slalom gigante dei Campionati austriaci 2011, disputato il 30 marzo a Saalbach-Hinterglemm e non completato da Brenner; in carriera non prese parte a rassegne olimpiche o iridate.

## Palmarès

### Coppa Europa
- Miglior piazzamento in classifica generale: 27º nel 2007
- 4 podi:
  - 1 secondo posto
  - 3 terzi posti